# Elpida (cantant)
Elpida Karayiannopoulou (grec: Ελπίδα Καραγιαννοπούλου, nascuda l'1 d'octubre de 1949), és una cantant grega que va ser de les més exitoses a Grècia i la diàspora grega als anys 70 i 80.
Coneguda professionalment com Elpida, va publicar 17 àlbums originals en els seus 25 anys d'història discogràfica i va encapçalar regularment les llistes d'èxits dirigides per l'emissora estatal grega, Ellinikí Radiofonía Tileórasi (ERT). A nivell internacional, va ser coneguda per haver participat en dues ocasions al Festival de la Cançó d'Eurovisió, representant Grècia el 1979 amb la cançó "Sokrati" que va ocupar el 8è lloc i Xipre el 1986 amb "Tora Zo" que va quedar 20a (i última).

## Primers anys de vida
Elpida Karayiannopoulou va néixer a Spercheiada, Grècia; als 14 anys, es va traslladar a Atenes amb els seus dos germans grans per estudiar. En acabar l'escola, volia ser arquitecta, però en canvi va començar a estudiar topografia mentre treballava al mateix temps.

## Carrera
Elpida va començar la seva carrera com a cantant l'any 1970 quan es va convertir en cantant d'una orquestra i posteriorment va gravar un àlbum amb ells. L'any 1972, va participar al Festival de Música de Tessalònica amb la cançó "Den Ton Eida" (Δεν τον είδα, No l'he vist) i es va fer conèixer al públic. El mateix any també va gravar el seu primer àlbum en solitari, que es va presentar en directe amb els cantants George Dalaras, Giannis Parios, Tolis Voskopoulos, Giannis Poulopoulos, Haris Alexiou i Grigoris Bithikotsis. El 1973, la ERT va considerar Elpida la cantant més popular del país en aquell moment.
Elpida va participar en 13 festivals similars als de Tessalònica, inclòs Tòquio l'any 1974 on va quedar segona i la guanyadora del Festival de Viña del Mar a Xile l'any 1975 amb la cançó "Pos Pes Mou Pos". Va rebre diversos premis com el "Recompensa d'interpretació" a Polònia, i un premi per a la televisió a Bulgària. També va fer moltes aparicions televisives a Amèrica Llatina, Espanya, Alemanya, Anglaterra, Països Baixos, els països escandinaus i a Israel.
El 1979, Elpida va ser escollida per participar al Festival de la Cançó d'Eurovisió per representar Grècia. Va cantar la cançó "Sokrati" (Σωκράτη, Sòcrates) i va quedar vuitena, rebent 69 punts dels 19 països participants. Va llançar un àlbum que va aconseguir vendes d'or a Israel i va arribar al número 6 a les llistes locals de Portugal. Set anys més tard, va tornar a aparèixer a Eurovisió, el 1986, però representant Xipre. Va cantar "Tora Zo" (Τώρα ζω, Ara visc), però amb menys èxit que el 1979, només aconseguint quatre punts, i es va situar 20a (última).
El 1988 es va publicar l'àlbum Flas del qual la cançó "Opos Se Thelo S'oneirevomai" es va convertir en un èxit radiofònic.

## Vida personal
Elpida es va casar el 1979 i va donar a llum el seu primer fill, una nena anomenada Hera, el 1980. El seu segon fill, Stephanos, va néixer l'any 1985 i la va portar a l'absència de la indústria musical durant quatre anys mentre passava temps amb la seva família.

## Discografia
- 1972: Den Ton Eida
- 1973: Elpida
- 1975: Koita To Fos
- 1975: Epi Skinis
- 1976: Elpida
- 1978: Borei
- 1979: Sokrati
- 1979: Elpida
- 1979: Ta Oraiotera Tragoudia Mou (recopilació)
- 1981: Me Tin Elpida
- 1983: Me Logia Apla
- 1987: Flas
- 1988: 16 Apo Ta Oraiotera Tragoudia (recopilació)
- 1989: Ela na Paizoume
- 1990: Tragoudontas Tis Epohes, 10
- 1990: Selida 16
- 1992: A Palio Na Legetai
- 1994: Mes Sti Nihta Hathika
- 1994: "Zileia"/"Kameno Harti" (maxi single)
- 1995: To Lathos Kai To Pathos
- 1997: Me Tragoudia Kai Logia ta Oraiotera Mou, 1972–87 (recopilació)